# Arthur Fields

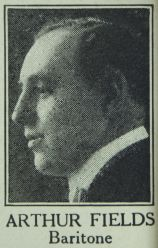
Arthur Fields um 1919

Arthur Fields (* 6. August 1888 in Philadelphia, Pennsylvania; † 29. März 1953 in Largo, Florida; eigentlich Abe Finkelstein) war ein US-amerikanischer Jazz- und späterer Country-Musiker sowie Songschreiber. Fields ließ zwischen 1914 und 1932 eine Vielzahl an Aufnahmen zurück und arbeitete ab 1929 mit Fred Hall als Country-Musiker zusammen.

## Leben

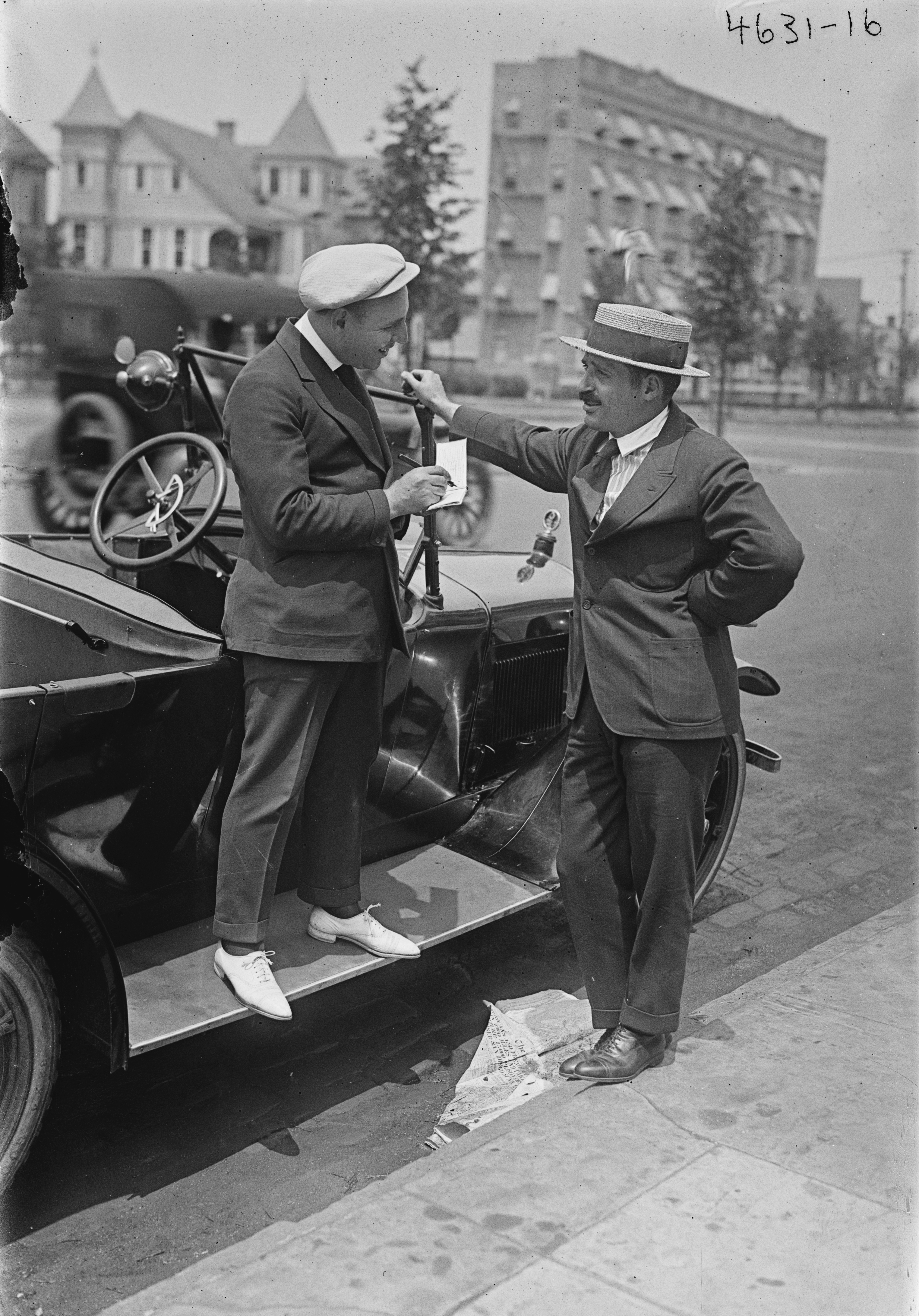
Arthur Fields gibt auf dem Trittbrett seines Autos ein Autogramm

### Kindheit und Jugend
Fields wurde 1888 in Philadelphia, Pennsylvania, geboren. Fields wuchs in Utica, New York State, auf und begann als Kind im Kirchenchor zu singen. Bereits im Alter von elf Jahren war Fields ein professioneller Sänger. 1899 sang er während einer Filmvorführung und schloss sich um 1908 der Guy Brothers‘ Minstrel-Show an, wo er Harry Carroll traf. Zusammen mit Carroll und Eddie Weston gründete er das Vaudevilletrio Weston, Fields & Carroll, das bis zum Tode Westons jahrelang den Keith Vaudeville Circuit leitete.

### Karriere

#### Anfänge als Songschreiber
Mit Harry Carroll begann Fields ebenfalls erste Songs zu schreiben. Im Gegensatz zu den meisten anderen Komponisten seiner Zeit konzentrierte Fields sich nicht nur auf das Schreiben des Textes oder auf das komponieren der Musik, sondern verband beides in seiner Tätigkeit. Mit Carroll schrieb er in diesen frühen Jahren eine große Anzahl an Titeln, unter anderem auch das 1912 erschienene On The Mississippi. Dieser Titel wurde zu Fields erstem Erfolg und stellte sich für damalige populäre Sänger wie Billy Murray, das American Quartet und Collins & Harlan als Hit heraus. Fields hatte ein Talent für das Schreiben von Stücken, denn er wusste, was das Publikum hören wollte. Seine Komposition Aba Daba Honeymoon wurde 1914 sowie 1950 wieder ein Erfolg, als es als Filmmusik verwandt wurde.

#### Aufstieg als Sänger
1914 wurde es jedoch offensichtlich, dass Fields vielmehr daran interessiert war, selbst Platten aufzunehmen als Songs für andere Sänger zu schreiben. Im selben Jahr nahm Fields seine erste Platte Along Came Ruth (Victor 17637) auf. Die Ballade wurde von Fields Freund Irving Berlin geschrieben und am 2. September aufgenommen und im November veröffentlicht. Am 19. September nahm Fields für Columbia Records eine weitere Version auf und spielte auch eine für das kleinere Little-Wonder-Label ein. In den nächsten Jahren sang er hauptsächlich Stücke, die Irving Berlin komponiert hatte, nahm aber auch einige selbstgeschriebene Titel auf. Viele dieser selbstgeschriebenen Songs waren patriotische Kriegslieder, die die Sicht der damaligen Zeit widerspiegelten. Als die USA sich ab 1917 stärker in den europäischen Konflikt einzumischen begannen, erschienen bei Columbia Songs wie Let’s Bury The Hatchet (In The Kaiser’s Head) oder Hunting The Hun. Diese Platten waren so erfolgreich, dass Columbia sie noch einige Jahre nach Ende des Ersten Weltkrieges in ihrem Katalog behielt.
1915 spielte Fields auch einen Song für die Pan-American Exhibition ein, den er San Francisco nannte (Columbia A1699). In den Jahren zwischen 1915 und 1919 stieg Fields zu einem prominenten und erfolgreichen Sänger auf. Er stand unter anderem für Victor Records, Pathé Records, Edison Records, Emerson Records und Columbia unter Vertrag und für die letztere Plattenfirma war Fields zwischen 1914 und 1919 aktiv und galt als einer ihrer lukrativsten Sänger dieser Jahre.
Fields nutzte für einige seiner Veröffentlichungen auch Pseudonyme. Pathé nutzte den Namen „Roy Randal“ unter anderem für It’s Not Your Nationality (Pathé 20103) und Columbia verlegte zahlreiche Fields-Platten als „Eugene Buckley“ (erstmals im Juli 1918). Im selben Jahr wurde Fields einer der ersten Künstler, der auf dem der Aeolian Company gehörenden neu gegründeten Label Vocalion Records Platten veröffentlichte. Ein Vocalion-Katalog von 1918 schrieb über Fields’ neue Erscheinungen: „Those who have enjoyed Arthur Fields' agreeable voice in vaudeville productions will be interested in his first Vocalion records, which include two clever patriotic song-hits of his own composition--'It's A Long Way To Berlin, But We'll Get There' (Fields-Flatow) and 'Throw No Stones' (Fields-Morse). Mr. Fields is a member of the 71st Regiment, and has been featuring these selections in a recruiting campaign for the State-assisted by several other enlisted stage favorites and fifty soldiers.“ Bei Vocalion nahm Fields zusammen mit Ford Dabneys Band Anfang 1919 einige Titel, wie Johnny’s In Town, auf. Diese Aufnahmen gelten als erste Aufnahmen in der Musikhistorik, bei der ein weißer Vokalist von schwarzen Hintergrundmusikern begleitet wurde.
Am 18. September 1919 unterzeichnete Fields zusammen mit den Brüdern Jack und Irving Kaufman einen Vertrag mit Emerson, für die sie die nächsten drei Jahre als The Three Kaufields arbeiteten und Platten veröffentlichten. Dieser Exklusivvertrag endete aber wieder bereits im Sommer 1921, da er zu dieser Zeit wieder für Victor Stücke aufnahm.

#### Eigenes Label und Pleite
Am 2. Januar 1923 eröffnete Fields zusammen mit seinem Geschäftspartner Louis A. Duhan den Arthur Fields Song Shop im Gebäude des Hotel Theresas (125th Street und Seventh Avenue) in New York City, der aber einige Monate später in die 2094 Seventh Avenue zog. In diesem Laden wurden Instrumente, Sheet Music und Schallplatten verkauft. Neben Vocalion-Singles konnte man in Fields‘ Laden auch Platten der Arthur Fields Melody Records kaufen, bei dem nur wenige Platten mit Fields Songs erschienen. Die Aufnahmen kamen eigentlich von den Olympic Records und wurden von der Fletcher Record Company gepresst. Das Geschäft wollte aber nicht so richtig und schon am 1. August wurde der Bankrott gemeldet. Fields Gläubiger waren Bernard Meyer, die Aeolian Company sowie die Plaza Music Company. Duhant hatte zu diesem Zeitpunkt das Unternehmen wieder verlassen und hinterließ Fields Schulden in Höhe von 14.973 US-Dollar, einer großen Summe für die damalige Zeit.
Nach seinem finanziellen Desaster kehrte Fields zum Vaudeville zurück und sang einige Monate lang in der Gruppe Avon Comedy Four. Im November 1925 wurde Fields Mitglied der Peerless Entertainers, die neben Fields aus den Sängern Frank Croxton, Albert Campbell, Charles Harrison, John Meyer, dem Pianisten Gitz Rice sowie dem Saxophonisten Rudy Wiedoeft bestand. Diese Gruppe konnte man im Raum New York für Auftritte buchen, jedoch erreichten sie nur eine niedrige Popularität und Fields wandte sich schnell wieder dem Aufnehmen von Platten zu.

#### Schwindende Popularität
Zwischen April 1926 und September 1927 spielte Fields für Edison vierzehn Platten ein. Ab diesem Zeitpunkt stand Fields nur noch bei den günstigeren Labels unter Vertrag, da seine Popularität langsam abnahm. Als Arthur Fields and his Orchestra veröffentlichte er Songs bei Perfect Records und machte 1929 mit Fred Halls Band Aufnahmen bei Banner Records. Mit Hall arbeitete Fields in den nächsten Jahren intensiv zusammen. Ihre erste gemeinsame Single erschien im September 1926 mit Lay Me Down To Sleep In Carolina (Emerson 3068). In den nächsten Jahren erschienen Titel von Fields als Solokünstler sowie mit Fred Hall und dessen Band bei Labels wie Bell Records, Okeh Records, Domino Records, Duophone Records, Gennett Records, Romeo Records, Harmony Records, Banner, Pathé und Perfect.
Eine fremd anmutende Facette in Fields Karriere war seine Arbeit für Grey Gull Records zwischen 1927 und 1928. Für Grey Gull und dessen Sublabel Radiex Records spielte Fields in gerade einmal einem Jahr über 160 Songs unter dem Pseudonym „Mr. X“ ein. Damit war er bei Grey Gull aktiver als bei irgendeiner anderen Plattenfirma sonst.

#### Spätere Karriere
Zwischen 1928 und 1932 wandten sich Fields und Hall der damals populären Old-Time Music, der späteren Country-Musik, zu. Mit einer Gruppe, die sich im Radio Rex Cole’s Mountaineers nannten, spielten sie verschiedene Folksongs mit Jazzbesetzung ein. Auf dem Sender WEAF war die Band sehr populär. 1932 verließen Fields und Hall aber die Band; ab 1935 waren sie morgendlich als The Streamliners im Radio zu hören. Um 1941, als das Duo auseinanderbrach, gründete Fields seinen eigenen Verlag, wo er religiöse Songs seiner Kindheit verlegte. Während des Zweiten Weltkrieges veröffentlichte er einige Platten bei Hit Records, unter anderem The Fuehrer’s Face, das sich auf Adolf Hitler bezog.
1946 zog Fields aufgrund der Krankheit seiner Frau Selma mit ihr von New York City nach Hollywood, Florida. In Miami startete er auf dem Sender WKAT das Arthur Fields Program, das er bis zu seinem Tod führte. Im März 1953 erlitt er einen Schlaganfall und wurde deshalb in ein Pflegeheim in Largo gebracht, wo er während eines Brandes ums Leben kam.

## Diskografie

### Singles
Eine komplette Liste aller Veröffentlichung anzufertigen ist aufgrund Fields weitreichendem Werk kaum zu bewältigen. Eine Auflistung seiner Singles mit Fred Halls Countryband ist unter Rex Cole’s Mountaineers zu finden.

### Alben
2005: Eleven More Months & Ten Days